# 北京法国国际学校
北京夏尔·戴高乐法国国际学校（简称“LFIPékin”、“LFIP”或“LFIPCDG”），原名“北京法国学校”（法語：Lycée Français de Pékin），是位于北京市朝阳区的一所法语国际学校。学校创立于1965年9月1日，原校址位于三里屯使馆区，2016年5月16日搬迁至新锦路新校区。

## 学生人口
2014年有950名学生于该校就读。高峰时学生人数曾达1050人。

生源來自超過四十個國家：75%來自歐洲，17%來自非洲，4.5%來自美洲，3.5%來自亞洲和大洋洲。

## 校园
2016年5月16日，学校由三里屯搬至新锦路，举行了新校园开幕仪式并名称从北京法国国际学校（Lycée Français International de Pékin）到北京夏尔·戴高乐法国国际学校(Lycée Français International Charles de Gaulle de Pékin)。
校園由上海世博会法国馆建筑师雅克·费尔叶Jacques Ferrier設計；總預算二千三百九十萬歐元(二億三千一百萬港元)，包括一千六百五十萬建築成本和包括四十年租金的其他費用。校園有措施防範北京的空氣污染。
新校園奠基儀式在二零一四年十月十九日舉行。它能容納一千五百名學生 ，比起舊有設施增加了30%。新校園佔地37,000平方（400,000平方英尺），建築物佔地21,000平方（230,000平方英尺） 。
二零一六年五月前共有三個校園:學前教育/托兒所(maternelle)，小學-初中(collège)和高中(lycée)各有一個校園在朝陽社區學院
小學-初中校園為主校園。
校园迁移之后三个校园合并为一并和北京3e国际学校合作（校区内一楼部分归给北京3e国际学校并拥有数量校车通往校园，包括北京香江花园。[待补充]）2023年9月份学校开学时，北京3e国际学校和北京法国国际学校合作停止。